# Odail Todd
Odail Todd (ur. 6 września 1994) – jamajski lekkoatleta specjalizujący się w biegach sprinterskich.
Zdobył dwa medale na mistrzostwach świata juniorów młodszych w Lille Metropole w roku 2011. Medalista CARIFTA Games i mistrzostwa Ameryki Środkowej i Karaibów juniorów.
Rekordy życiowe: bieg na 100 metrów – 10,39 (16 lutego 2013, Montego Bay); bieg na 200 metrów – 20,78 (16 marca 2013, Kingston). 

## Osiągnięcia
| Rok  | Impreza                                           | Miejsce       | Konkurencja        | Pozycja    | Wynik |
| ---- | ------------------------------------------------- | ------------- | ------------------ | ---------- | ----- |
| 2010 | Mistrzostwa Ameryki Środkowej i Karaibów juniorów | Santo Domingo | sztafeta 4 x 100 m | 2. miejsce | 40,88 |
| 2011 | CARIFTA Games                                     | Montego Bay   | bieg na 200 m      | 3. miejsce | 21,08 |
| 2011 | Mistrzostwa świata juniorów młodszych             | Lille         | bieg na 100 m      | 1. miejsce | 10,51 |
| 2011 | Mistrzostwa świata juniorów młodszych             | Lille         | bieg na 200 m      | 2. miejsce | 21,00 |
| 2012 | CARIFTA Games                                     | Hamilton      | sztafeta 4 x 100 m | 2. miejsce | 40,72 |
| 2013 | CARIFTA Games                                     | Nassau        | bieg na 100 m      | 4. miejsce | 10,52 |
| 2013 | CARIFTA Games                                     | Nassau        | sztafeta 4 x 100 m | 1. miejsce | 39,92 |
| 2013 | Mistrzostwa panamerykańskie juniorów              | Medellín      | sztafeta 4 x 100 m | 2. miejsce | 39,68 |